# 赤石光生
赤石 光生（あかいし こうせい、1965年2月26日 - ）は、日本の元レスリング選手（フリースタイル）、指導者。青森県弘前市出身。血液型A型。
元WBA世界フライ級チャンピオン、レパード玉熊ならびに柔道家でロス五輪およびソウル五輪金メダリストの斉藤仁とは親族関係である。

## 略歴
光星学院高等学校から日本大学へ進学。1984年、大学2年の時に出場した1984年ロサンゼルスオリンピック62kg級で銀メダル、1988年ソウルオリンピックは68kg級で4位、1992年バルセロナオリンピック68kg級で銅メダルを獲得した。1984年9月、青森県民栄誉賞受賞。
アメリカ留学を経て、2000年シドニーオリンピックでは日本代表コーチを務めた。2002年には国際交流基金から要請され、レスリング指導のためアフガニスタンへ派遣され、2004年アテネオリンピックではアフガニスタン代表コーチを務めた。
2005年10月、レスリング五輪銀メダリストの太田章早稲田大学助教授の紹介で知り合った女性と結婚した。選手時代から現在も、ジャパンビバレッジに勤務。
2016年9月26日、日本レスリング協会理事会で強化本部長補佐に就任することとなった。